# Pinacol
Pinacolul este un compus organic din categoria diolilor vicinali. Este un compus solid de culoare albă.

## Obținere
Pinacolul se poate obține în urma reacției de condensare pinacolică, plecând de la acetonă:

## Proprietăți
Fiind un diol vicinal, pinacolul suferă o reacție de transpoziție pinacolică la pinacolonă. Reacția se realizează în prezență de acid sulfuric și la încălzire: